# Kruskal-tétel

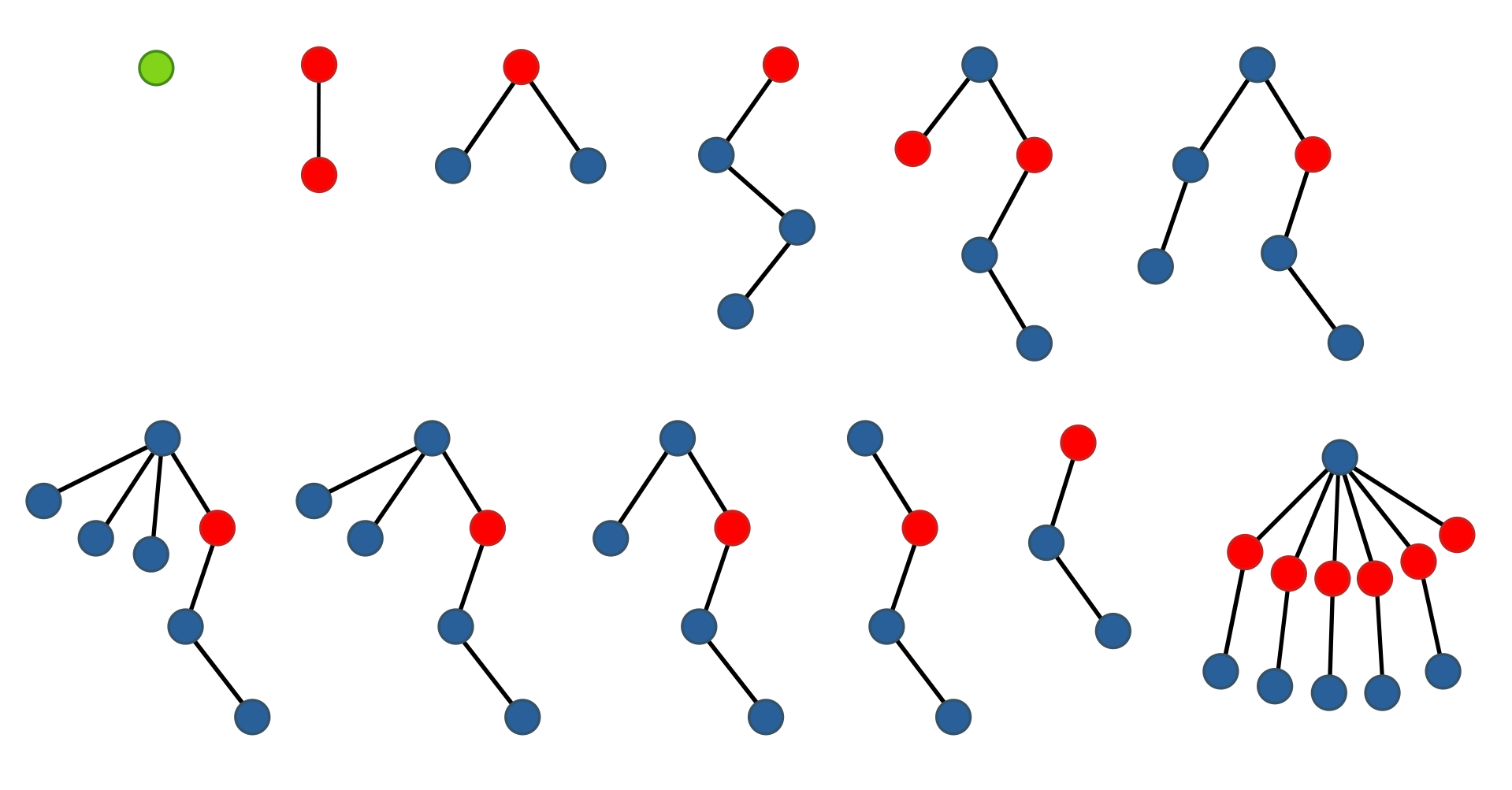
Egy gyökerezett fák sorozata, amelyeket egy 3 címkéből álló halmazból címkéznek (kék < piros < zöld). A sorozat n-edik fája legfeljebb n csúcsot tartalmaz, és egyik fa sem ágyazható be végtelenül a sorozat későbbi fáiba. A azt a leghosszabb lehetséges sorozathosszat jelöli, amely egy ilyen sorozat esetén előfordulhat.

A Kruskal-tétel a matematikában, különösen a gráfelmélet területén egy alapvető fontosságú állítás, amely az optimális faépítési problémák megoldására ad választ. A tételt Joseph Kruskal amerikai matematikus fogalmazta meg 1956-ban, és fő alkalmazási területe a minimális feszítőfa keresése egy súlyozott, összefüggő gráfban. A Kruskal-tétel alapján egy súlyozott gráf minimális feszítőfája úgy határozható meg, hogy a gráf éleit a súlyuk alapján növekvő sorrendbe rendezzük, majd ezen élek közül iteratívan kiválasztjuk azokat, amelyek a már meglévő struktúrához hozzáadva nem képeznek kört. Az így létrejövő fa a gráf minden csúcsát tartalmazza, miközben az élek összsúlya minimális marad.
A tétel a matematikai optimalizáció és a számítástechnika számos területén alkalmazható, különösen a hálózatok elemzésében, útvonaltervezésben és adatstruktúrák kezelésében. Például használható elektromos hálózatok tervezésére, ahol a cél a költségek minimalizálása, vagy logisztikai problémákban, ahol a legrövidebb összekötő útvonalakat keresik.
A tétel jelentősége túlmutat az egyszerű algoritmikus megoldásokon, mivel szorosan kapcsolódik a gráfelmélet alapvető fogalmaihoz, mint a körmentesség, összefüggőség és súlyozott élek szerepe. Ezen kívül jól szemlélteti az algoritmusok hatékonyságának és helyességének kombinációját, mivel Kruskal algoritmusa viszonylag egyszerű, mégis robusztus megoldást kínál nagy méretű problémák esetén is.

## Történet
A Kruskal-tétel története a 20. század közepére nyúlik vissza, amikor a matematikusok a gráfelmélet egyre bővülő alkalmazási lehetőségeivel kezdtek foglalkozni. A tételt 1956-ban fogalmazta meg Joseph Kruskal, aki a Princeton Egyetemen dolgozott, és a matematikai optimalizáció, valamint a gráfelmélet iránti érdeklődése vezetett a felfedezéshez. Kruskal ezt az elméletet az optimális faépítés problémájának megoldására hozta létre, és ezzel alapvető szerepet játszott a gráfok kezelésére szolgáló algoritmusok fejlesztésében.
A gráfelméletben egy "feszítőfa" olyan fákra vonatkozik, amelyek összekötnek minden csúcsot egyetlen összefüggő gráfban, miközben nincsenek benne körök. A minimális feszítőfa a gráf minden csúcsát tartalmazó feszítőfa, amely az élek összsúlyát minimalizálja. Az ilyen problémák rendkívül fontosak számos területen, például a számítógépes hálózatok tervezésében, a közlekedési rendszerek optimalizálásában és más logisztikai feladatokban. A Kruskal-tétel tehát nemcsak elméleti szempontból, hanem a gyakorlati alkalmazásokban is kiemelkedő jelentőséggel bír.
Joseph Kruskal maga is tisztában volt az algoritmus gyakorlati hasznával, amikor a tételt kifejlesztette. Az ötletet egy egyszerű, de hatékony algoritmus formájában tette közzé, amely képes a gráfok minimális feszítőfáját megtalálni anélkül, hogy bonyolultabb számításokra lenne szükség. Az algoritmus lépései a következők: először rendezzük az éleket növekvő sorrendbe súlyuk alapján, majd kezdjük el egyesével hozzáadni őket a feszítőfa szerkezetéhez, ügyelve arra, hogy mindig csak olyan élt adjunk hozzá, amely nem okoz kört a már meglévő struktúrában. Ezt az eljárást addig ismételjük, amíg az összes csúcs össze nem lesz kötve. A tétel alapvető eredménye, hogy az így kapott feszítőfa a lehető legkisebb súlyú lesz.
Kruskal munkája közvetlenül kapcsolódik a gráfelmélet és az algoritmusok fejlődéséhez. Az algoritmus megalkotása előtt a minimális feszítőfa keresése összetett feladatnak tűnt, és az elérhető megoldások nem biztosítottak hatékony módszert a nagyobb gráfok kezelésére. Kruskal módszere azonban egyszerűsítette ezt a problémát, és még ma is az egyik legfontosabb algoritmus a gráfelméletben. A tétel alkalmazása lehetővé tette, hogy a tudósok gyorsabban és hatékonyabban oldjanak meg különböző hálózati problémákat, például az internetes adatátviteli útvonalak optimalizálását, vagy éppen az elektromos hálózatok kiépítését.
A Kruskal-tétel különösen az 1960-as években vált népszerűvé, amikor a számítógépes tudományok gyors fejlődése lehetővé tette a matematikai elméletek gyorsabb alkalmazását. A tétel széles körben alkalmazható különböző adatstruktúrákhoz, és ma már alapvető része a számítógépes programozásnak. Az algoritmus megvalósítása gyors, és jól skálázható nagyobb problémákra is, ezért a gráfok kezelésében egy nélkülözhetetlen eszközzé vált.
A tétel hatása nem csupán a matematikai és informatikai közösségekben volt jelentős, hanem a tudományos élet más területein is. A Kruskal-tétel alkalmazása hozzájárult a logisztikai és közlekedési rendszerek hatékonyabbá tételéhez, a hálózati infrastruktúrák optimalizálásához, és még az internet fejlődésében is szerepet játszott. Az algoritmus hatékonysága és egyszerűsége lehetővé tette a tudósok számára, hogy könnyebben oldjanak meg olyan problémákat, amelyek korábban bonyolult számításokat igényeltek.

## Kruskal fatétele (Nash-Williams bizonyítása alapján)
A következőkben a Kruskal-fatételnek azt a változatát ismertetjük, amelyet Nash-Williams bizonyított; maga Kruskal kicsit általánosabb formában fogalmazta meg az eredményt. Minden vizsgált fa véges, és gyökerezettnek tekintjük őket.

### Előzetes fogalmak
1. Gyökerezett fa Legyen {\displaystyle T} egy véges fa kiválasztott gyökérrel. A fa csúcsait jelöljük {\displaystyle v,w} stb. betűkkel.
2. Utód és közvetlen utód
  - Utód: Adott egy gyökerezett fa {\displaystyle T}. Legyen {\displaystyle v} és {\displaystyle wv} két csúcs {\displaystyle T}-ben. Azt mondjuk, hogy „{\displaystyle w} utódja {\displaystyle v}-nek”, ha a gyökértől {\displaystyle w}-ig vezető egyetlen egyszerű út tartalmazza {\displaystyle v-t} is.
  - Közvetlen utód: Azt mondjuk, hogy „{\displaystyle w} közvetlen utódja {\displaystyle v}-nek”, ha w utódja {\displaystyle v}-nek, és a {\displaystyle v}-től w-ig vezető úton semmilyen más csúcs nem szerepel (azaz {\displaystyle v} és {\displaystyle w} élszomszédok a fában).
3. Részben rendezett halmaz (poset) Legyen {\displaystyle X} egy részbenrendezett halmaz (angolul partially ordered set, rövidítve poset). Ez azt jelenti, hogy {\displaystyle X}-ben létezik egy {\displaystyle \leq } reláció, amely reflexív, antiszimmetrikus és tranzitív, de nem feltétlen totális.
4. Címkézett gyökeres fa Azt mondjuk, hogy egy gyökeres fa „{\displaystyle X}-beli címkékkel ellátott”, ha a fa minden egyes csúcsa kap egy címkét {\displaystyle X}-valamely eleméből. Ez lehet például egy szám, betű, rendezett pár, stb., melyeknek egymáshoz való viszonyát a {\displaystyle \leq } reláció határozza meg.

### Inf-beágyazhatóság (inf-embeddable) reláció
Legyen {\displaystyle T_{1}} és {\displaystyle T_{2}} két, {\displaystyle X}-beli címkékkel ellátott gyökerezett fa. Azt mondjuk, hogy
{\displaystyle T_{1}\leq T_{2}}
(„{\displaystyle T_{1}} beleágyazható {\displaystyle T_{2}}-be” vagy inf-embeddable {\displaystyle T_{2}}-be), ha létezik egy injektív leképezés
{\displaystyle F:\{{\text{a }}T_{1}{\text{ csúcsai}}\}\to \{{\text{a }}T_{2}{\text{ csúcsai}}\}},
amely kielégíti a következő feltételeket:
1.	Címkék rendezése
Minden {\displaystyle v} csúcsra {\displaystyle T_{1}}-ben igaz, hogy {\displaystyle v} címkéje {\displaystyle \leq } (megelőzi vagy egyenlő) az {\displaystyle F(v)} címkéjét {\displaystyle X}-ben.
(Nash-Williams bizonyítása esetén a „megelőzi” azt jelenti, hogy a címke relációban nem nagyobb. Gyakran erősebb változatban – Kruskal leírásában – megkövetelik, hogy szigorúan kisebb, rendezési értelemben megelőző legyen, ám a lényeget ez nem változtatja meg.)
2.	Utódviszony megtartása
Ha {\displaystyle w} utódja {\displaystyle v}-nek {\displaystyle T_{1}}-ben, akkor {\displaystyle F(w)} is utódja {\displaystyle F(v)}-nek {\displaystyle T_{2}}-ben. Magyarul: ha w a gyökértől {\displaystyle w}-ig vezető útban tartalmazza {\displaystyle v}-t, akkor ugyanez a viszony fennáll a leképezett csúcsoknál is.
3.	Különböző közvetlen utódok képe
Ha {\displaystyle w_{1}} és {\displaystyle w_{2}} két különböző, közvetlen utódja {\displaystyle v}-nek {\displaystyle T_{1}}-ben, akkor a {\displaystyle T_{2}}-ben {\displaystyle F(w_{1})} és {\displaystyle F(w_{2})} közötti útnak tartalmaznia kell {\displaystyle F(v)}-t. Ez azt fejezi ki, hogy {\displaystyle F(v)} a képfában is „közvetlen szülőként” (őscsúcs) jelenik meg a megfelelő csúcsokhoz. Ha ez nem teljesülne, akkor F(v)nem lenne közös csúcs a két útban, azaz megsérülne a gyökeres szerkezet megfelelő leképezése.

### Kruskal fatétele
A Kruskal fatétele (Nash-Williams bizonyítása alapján) a következő állítást mondja ki:
Tétel. Ha {\displaystyle X} jól-kvázi-rendezett (angolul well-quasi-ordered, rövidítve {\displaystyle WQO}), akkor az {\displaystyle X}-beli címkékkel ellátott minden véges gyökeres fa halmaza is jól-kvázi-rendezett a fent definiált {\displaystyle \leq } (inf-beágyazhatósági) reláció szerint.
Mit jelent a jól-kvázirendezés (WQO)?
Az {\displaystyle X} halmaz jól-kvázi-rendezett azt jelenti, hogy semmilyen végtelen szigorúan csökkenő sorozat vagy végtelen antichain (páronként összehasonlíthatatlan elemek sorozata) nem létezik {\displaystyle X}-ben. Informálisan: nem lehet a végtelenségig „lefelé” menni a relációban, és nem lehet végtelen sok olyan elemet választani, amelyek közül egyik sem áll relációban a másikkal.
A tétel értelmezése:
Vegyünk egy tetszőleges végtelen sorozatot gyökeres fákkal:
{\displaystyle T_{1},T_{2},T_{3},\dots }
ahol minden T_i egy {\displaystyle X}-beli címkékkel ellátott gyökeres fa, és {\displaystyle X} jól-kvázi-rendezett. Kruskal tétele szerint ebben a végtelen sorozatban mindig találunk két indexet, {\displaystyle i<j}-t, amelyre
{\displaystyle T_{i}\leq T_{j},}
vagyis {\displaystyle T_{i}} inf-beágyazható {\displaystyle T_{j}}-be a fent definiált módon. Ez rokon szellemiségű eredmény a híres Higman-tétellel és a jólrendezési problémák több más klasszikus tételével, amelyek a „nem lehet végtelen, {\displaystyle \leq } reláció alá nem rendezhető struktúrákat létrehozni” szemléletre építenek.
Kruskal eredeti megfogalmazása kicsit tágabb kontextusban kezeli a jelölési és a rendezési viszonyokat, például a címkék közti relációkban is lehetnek finomabb feltételek. Ezenkívül az is eltérés, hogy Kruskal egyes változataiban a címkék összehasonlításához szigorúbb rendezési feltételek társulnak, illetve a fákat akár szélsőségesebb módokon is lehet az inf-beágyazhatósággal vizsgálni. A Nash-Williams-féle bizonyítás elsősorban a lényeget ragadja meg, és már így is meglepően erős állítást ad.

### Állítás
Az itt bemutatott verziót Nash-Williams bizonyította; Kruskal megfogalmazása valamivel erősebb. Az összes vizsgált fa véges.
Adott egy gyökérrel rendelkező fa {\displaystyle T}, valamint csúcsai {\displaystyle v} és {\displaystyle w}. Nevezzük {\displaystyle {\ce {w}}}-t {\displaystyle v} utódjának, ha a gyökértől w-ig vezető egyedi út tartalmazza {\displaystyle v}-t, és közvetlen utódjának, ha ezen kívül az {\displaystyle v}-tól {\displaystyle w}-ig vezető út nem tartalmaz más csúcsot.
Tegyük fel, hogy {\displaystyle X} részben rendezett halmaz. Ha {\displaystyle T_{1}} és {\displaystyle T_{2}} gyökeres fák, melyek csúcsai {\displaystyle X}-beli címkékkel vannak ellátva, akkor azt mondjuk, hogy {\displaystyle T_{1}} inf-beágyazható {\displaystyle T_{2}}-be, és írjuk {\displaystyle T_{1}}≤{\displaystyle T_{2}}-ként, ha létezik {\displaystyle T_{1}}csúcsainak {\displaystyle T_{2}} csúcsaiba képező injektív leképezés F, amelyre igaz, hogy:
1. T1 minden v csúcsára v címkéje megelőzi F(v) címkéjét;
2. Ha {\displaystyle wv}-nak bármely utódja {\displaystyle T_{1}}-ben, akkor {\displaystyle F(w)} {\displaystyle F(v)}-nak is utódja {\displaystyle T_{2}}-ben;
3. Ha {\displaystyle w_{1}} és {\displaystyle w_{2}v}-nak két különböző közvetlen utódja, akkor az {\displaystyle F(w1)}-tól {\displaystyle F(w2)}-ig vezető út {\displaystyle T_{2}}-ben tartalmazza {\displaystyle F(v)}-t.

Kruskal fa-tétele kimondja:
Ha {\displaystyle X} jól kvázi-rendezett, akkor a {\displaystyle X}-beli címkékkel ellátott gyökeres fák halmaza jól kvázi-rendezett az itt definiált inf-beágyazható rendezés szerint. (Másképpen megfogalmazva: ha adott {\displaystyle T_{1}},{\displaystyle T_{2}},… végtelen sorozata {\displaystyle X}-beli címkékkel ellátott gyökeres fáknak, akkor létezik olyan {\displaystyle i<j}, hogy {\displaystyle T_{i}\leq T_{j}}.)
Gyenge fa függvény
Legyen P(n) az alábbi állítás:
Létezik olyan m , hogy ha {\displaystyle T_{1},T_{2},\ldots ,T_{m}} véges sorozata címkézetlen gyökeres fáknak, ahol {\displaystyle T_{i}}-nek {\displaystyle i+n} csúcsa van, akkor található {\displaystyle i<j} , amelyre {\displaystyle T_{i}\leq T_{j}} teljesül.
A {\displaystyle P(n)} állítások mindegyike igaz Kruskal tételéből és König lemmájából következően. Minden n -re a Peano-aritmetika bizonyítani tudja, hogy {\displaystyle P(n)} igaz, de a Peano-aritmetika nem képes bizonyítani az állítást, hogy „ {\displaystyle P(n)} igaz minden {\displaystyle n} -re” .
Továbbá, a {\displaystyle P(n)} legrövidebb bizonyításának hossza a Peano-aritmetikában rendkívül gyorsan nő n -nek függvényében, sokkal gyorsabban, mint bármely primitív rekurzív függvény vagy például az Ackermann-függvény.

## A TREE függvény
A TREE függvényt Harvey Friedman definiálta címkék bevonásával, ami egy rendkívül gyorsan növekedő függvényt eredményezett.
Definíció
Legyen {\displaystyle {\text{TREE}}(n)} a legnagyobb {\displaystyle m}, amelyre az alábbi feltételek teljesülnek:
•	Létezik {\displaystyle T_{1},T_{2},\ldots ,T_{m}} gyökeres fákból álló sorozat, amelyek {\displaystyle n}-elemű címkekészlettel vannak címkézve.
•	Minden {\displaystyle T_{i}}-nek legfeljebb {\displaystyle i} csúcsa van.
•	Az {\displaystyle i<j\leq m} bármely pár esetén {\displaystyle T_{i}\leq T_{j}} (azaz {\displaystyle T_{i}} inf-beágyazható {\displaystyle T_{j}}-be) nem teljesül.
Példák és növekedési ütem
•	 {\displaystyle {\text{TREE}}(1)=1}
•	 {\displaystyle {\text{TREE}}(2)=3}
•	 {\displaystyle {\text{TREE}}(3)}: Olyan rendkívül nagy szám, hogy összehasonlíthatatlanul nagyobb Graham számánál és sok más hatalmas kombinatorikus konstansnál.
Alsó becslések
•	Egy alsó becslés {\displaystyle {\text{TREE}}(3)}-ra {\displaystyle A^{A(187196)}(1)}, ahol {\displaystyle A(n)} az Ackermann-függvény. Ez az érték megközelítőleg {\displaystyle g_{3\uparrow ^{187196}3}}, ahol {\displaystyle g_{x}} Graham-függvényt jelöl.
Miért jelentős?
•	Robbanásszerű növekedés: Míg a {\displaystyle {\text{TREE}}(1)} és {\displaystyle {\text{TREE}}(2)} értékei kis számok, {\displaystyle {\text{TREE}}(3)} exponenciálisan meghaladja a legtöbb ismert nagy számot, beleértve Friedman {\displaystyle n(4)}, {\displaystyle n^{n(5)}(5)}, és Graham számát is.
•	Kombinatorikus komplexitás: A {\displaystyle TREE} függvény a címkézett fák és az inf-beágyazhatóság kombinatorikai tulajdonságainak szélsőséges eseteit modellezi.
•	Nem triviális bizonyítások: Ezek a számok gyakran meghaladják az emberi intuíciót, és speciális matematikai technikák szükségesek az ilyen hatalmas értékek kezeléséhez.
Kapcsolat más nagy számokkal
•	Ackermann-függvény: Az {\displaystyle {\text{TREE}}(3)} növekedése sokkal gyorsabb, mint az Ackermann-függvény által generált értékek.
•	Graham-szám: Míg Graham száma gyakran az extrém méret szinonimája, {\displaystyle {\text{TREE}}(3)} könnyedén felülmúlja, és nagyságrendekkel meghaladja az {\displaystyle A^{A(187196)}(1)}-t is.
A TREE függvény a kombinatorika, a logika és a számítógép-tudomány területén egyaránt figyelemre méltó, mivel egyedülálló bepillantást nyújt a véges objektumok komplex viselkedésébe.

## A gyenge fa függvény definíciója
Definiáljuk a {\displaystyle {\text{tree}}(n)} , azaz a gyenge fa függvényt, mint a legnagyobb {\displaystyle m}-et, amelyre az alábbi igaz:
•	Létezik {\displaystyle T_{1},T_{2},\ldots ,T_{m}} címkézetlen gyökeres fáinak egy sorozata, ahol minden {\displaystyle T_{i}}-nek legfeljebb {\displaystyle i+n} csúcsa van, úgy, hogy {\displaystyle T_{i}\leq T_{j}} nem teljesül semmilyen {\displaystyle i<j\leq m} esetén.
Ismert értékek és növekedési ütem
•	 {\displaystyle {\text{tree}}(1)=2}
•	 {\displaystyle {\text{tree}}(2)=5}
•	 {\displaystyle {\text{tree}}(3)\geq 844,424,930,131,960} (kb. 844 billió)
•	 {\displaystyle {\text{tree}}(4)\gg g_{64}} , ahol {\displaystyle g_{64}} Graham száma.
•	 {\displaystyle {\text{TREE}}(3)} , amely a nagy TREE függvény, még ennél is nagyobb, és nagyságrendje például:
{\displaystyle {\text{tree}}^{{\text{tree}}^{{\text{tree}}^{{\text{tree}}^{{\text{tree}}^{8}(7)}(7)}(7)}(7)}(7)}.
Különbség a “TREE” és “tree” függvények között
•	A “TREE” (nagybetűs) a nagy fa függvény, amely címkézett fákkal dolgozik, és növekedési üteme rendkívüli.
•	A “tree” (kisbetűs) a gyenge fa függvény, amely címkézetlen fákkal dolgozik, de szintén elképesztően gyorsan növekszik.
Ez a különbség az eltérő problémák kezeléséből és a különböző számítási keretekből adódik, amelyek mindkét függvény alapját képezik.

## Harvey Friedman munkássága
Egy megszámlálható címkézési halmaz {\displaystyle (X)} esetén Kruskal fa-tételét másodrendű aritmetika segítségével lehet kifejezni és bizonyítani. Ugyanakkor, hasonlóan a Goodstein-tételhez vagy a Paris–Harrington-tételhez, a tétel néhány speciális esete és változata kifejezhető a másodrendű aritmetika olyan alrendszereiben is, amelyek sokkal gyengébbek annál, mint amelyben azok bizonyíthatók. Ezt először Harvey Friedman észlelte az 1980-as évek elején, ami a fordított matematika (reverse mathematics) akkoriban formálódó területének egyik korai sikere volt.
Amikor a fent említett fákat nem címkézettnek tekintjük (azaz {\displaystyle X} mérete 1), Friedman kimutatta, hogy az eredmény nem bizonyítható az {\displaystyle \mathrm {ATR} _{0}} rendszerben. Ez az első olyan példa, amely predikatív eredményt adott, de bizonyíthatóan impredikatív bizonyítással rendelkezik. Ez az eset ugyanakkor bizonyítható az {\displaystyle \Pi _{1}^{1}{\text{-}}\mathrm {CA} _{0}} rendszerben. Azonban amikor Friedman egy „résfeltételt” adott a fáknál definiált rendezéshez, a tétel egy természetes változata már ebben a rendszerben sem volt bizonyítható.
Később a Robertson–Seymour-tétel egy másik példát adott olyan tételre, amely nem bizonyítható az {\displaystyle \Pi _{1}^{1}{\text{-}}\mathrm {CA} _{0}} -ban.
Az ordinál analízis megerősíti Kruskal tételének erejét, amelynek bizonyításelméleti ordinálja megegyezik a kis Veblen-ordinállal (amelyet néha tévesen a kisebb Ackermann-ordinállal azonosítanak).

## Bizonyítás
Mivel a Kruskal-fa tétel a jól-rendezési elmélet és a kombinatorika egyik alapvető eredménye, amely mély matematikai jelentőséggel bír. A tétel kimondja, hogy ha egy gyökerezett fa csúcsait jól-kvázirendezett (WQO) halmaz elemeivel címkézzük, akkor a keletkező véges gyökerezett fák halmaza szintén jól-kvázirendezett a megfelelő „beleágyazhatósági” reláció szerint. Ez azt jelenti, hogy bármilyen végtelen sorozatból mindig kiválasztható két olyan fa, ahol az egyik „beleágyazható” a másikba.
Legyen X egy jól-kvázirendezett halmaz, és tekintsük az X-beli címkékkel ellátott véges, gyökerezett fákat. A tétel által vizsgált „beleágyazhatóság” (≤) reláció azt írja le, hogy az egyik fa injektív leképezéssel hogyan képezhető le egy másik fára, miközben megőrzi a címkék sorrendjét és a fa szerkezeti viszonyait. A Kruskal-fa tétel azt állítja, hogy ha X jól-kvázirendezett, akkor az X-címkékkel ellátott gyökerezett fák halmaza is jól-kvázirendezett e reláció szerint. Ennek következménye, hogy nem létezhet végtelen olyan sorozat a fák között, amelyben egyik fa sem ágyazható be a másikba.
A tétel jelentősége a jól-rendezési elméletben és a kombinatorikai struktúrák elemzésében rejlik. A Higman-tételhez hasonlóan ez is megmutatja, hogy végtelen halmazok bizonyos feltételek mellett mindig tartalmaznak „összehasonlítható” elemeket. A Kruskal-fa tétel a Robertson–Seymour-tétel előfutárának tekinthető, amely a gráfok minoraira vonatkozó jól-kvázirendezést vizsgálja. Eredményei jelentős hatással vannak a hálózatelméletre, algoritmuselméletre és a számítástudomány más ágazataira.
A tétel bizonyítása a Nash-Williams által kidolgozott „minimal bad sequence” módszert követi. Az indirekt bizonyítás során feltesszük, hogy létezik egy végtelen olyan sorozat a fákból, amelyben egyik fa sem ágyazható be a másikba. Ezt „rossz sorozatnak” nevezzük. A minimalitás elvének alkalmazásával kiválasztjuk a lehető legkisebb ilyen sorozatot, amelyben nincs rövidebb „rossz sorozat”. Ezután a fa szerkezetére és a címkék rendezési tulajdonságaira támaszkodva igazoljuk, hogy ilyen sorozat nem létezhet. A fa szerkezeti elemzése és a jól-kvázirendezési tulajdonságok felhasználásával ellentmondásra jutunk: mindig található két fa, ahol az egyik beágyazható a másikba.
A bizonyítás eleganciája és ereje abban rejlik, hogy a kombinatorikai struktúrák komplexitását jól kezelhető, rendezett formába szervezi. A Kruskal-fa tétel kijelentése egyszerű, mégis mély matematikai és gyakorlati következményekkel bír. Ezáltal egyesíti a jól-rendezési elméletet, a kombinatorikát és a számítástudományt, miközben erőteljes eszközt nyújt a véges struktúrák vizsgálatához.

## A Kruskal-algoritmus
A Kruskal-algoritmus egy hatékony módszer, amely egy súlyozott gráf minimális feszítőfájának megtalálására szolgál. Az algoritmus az élek súlyai alapján dolgozik, és egy olyan fa létrehozására törekszik, amely összeköti a gráf összes csúcsát a lehető legkisebb összsúly mellett, anélkül, hogy kör keletkezne.

### Az algoritmus lépései:
1. Élek rendezése: Az algoritmus kezdetén a gráf összes élét növekvő sorrendbe rendezzük a súlyuk alapján. Ez a rendezés határozza meg az élek feldolgozásának sorrendjét.
2. Inicializálás: Minden csúcsot különálló halmazba helyezünk, ami azt jelenti, hogy kezdetben nincsenek összekötve. Ezt gyakran az úgynevezett unió-keresés (union-find) adatstruktúrával valósítják meg, amely gyorsan kezeli a halmazok összevonását és a csúcsok összekapcsoltságának ellenőrzését.
3. Élek feldolgozása: A rendezett élek listáján végighaladva minden élt megvizsgálunk:
  - Ha az él két végpontja különböző halmazban van (azaz még nem alkotnak összefüggő komponenst), akkor az élt hozzáadjuk a feszítőfához, és a két halmazt egyesítjük.
  - Ha az él két végpontja már ugyanabban a halmazban van (azaz összekapcsoltak), akkor az él kihagyásra kerül, mivel kör keletkezne.
4. Az algoritmus vége: Az algoritmus addig folytatódik, amíg a feszítőfa el nem éri az n-1 élt, ahol {\displaystyle n} a gráf csúcsainak száma. Ekkor a feszítőfa tartalmazza az összes csúcsot, és a lehető legkisebb összsúlyú.

### Jellemzők és előnyök:
- Az algoritmus különösen hatékony, ha az élek száma {\displaystyle V} jelentősen nagyobb, mint a csúcsok száma {\displaystyle V}. Az időbeli bonyolultsága {\displaystyle O(ElogE)}, ami az élek rendezéséhez szükséges műveletek dominanciájából fakad.
- Az unió-keresés adatstruktúra révén az algoritmus gyorsan ellenőrzi a körök létrejöttét, miközben minimalizálja az ismételt műveleteket.

A Kruskal-algoritmus egyszerűsége és hatékonysága miatt széles körben alkalmazott, például hálózattervezésben és útvonaloptimalizálásban.

### A Kruskal-algoritmus alkalmazásmódjai
A Kruskal-algoritmus a minimális feszítőfa keresésének egyik leggyakrabban használt módszere, számos területen alkalmazható, ahol a cél a csúcsok legkisebb költséggel történő összekötése körmentesen. Az algoritmus kiemelkedően hasznos hálózattervezési feladatokban, például elektromos hálózatok, víz- és gázvezetékek, valamint telekommunikációs hálózatok optimális kialakításában. Szintén jelentős szerepet játszik a közlekedési infrastruktúrák, úthálózatok és vasúti rendszerek tervezésében, valamint logisztikai problémák megoldásában, ahol a költségek minimalizálása a cél.
Az informatikában a Kruskal-algoritmus segítségével adatkommunikációs hálózatok topológiáját optimalizálják, és az Ethernet-hálózatokban az STP protokoll alkalmazásában is kulcsszerepet játszik. Bioinformatikai területeken filogenetikai fák építésére használják, amelyek a fajok vagy gének közötti kapcsolatok minimális költségen történő feltérképezését célozzák. Emellett DNS-elemzés során a genetikai szekvenciák közötti minimális mutációs útvonalak meghatározásában is hasznos.
Térinformatikai rendszerekben az algoritmus alkalmazható optimális útvonalak és hálózatok tervezésére, például vízelvezető rendszerek kiépítésére vagy katasztrófaelhárítási hálózatok kialakítására. A szociális és gazdasági hálózatok elemzésében segít minimális költségű kapcsolati struktúrák létrehozásában, például ellátási láncok optimalizálásában.
A játékfejlesztésben és mesterséges intelligencia kutatásban virtuális világok térképeinek tervezésére és gráfproblémák oktatására is használják. Egyszerűsége és hatékonysága miatt a Kruskal-algoritmus kiemelkedően sokoldalú eszköz, amely különböző tudományterületeken járul hozzá komplex problémák megoldásához.